# Castelnau-Chalosse
Castelnau-Chalosse es una comuna francesa y población situada en la región de Aquitania, departamento de Landas, en el distrito de Dax y cantón de Amou.

## Demografía
| 585 | 517 | 501 | 475 | 472 | 435 |
| Para los censos de 1962 a 1999 la población legal corresponde a la población sin duplicidades (Fuente: INSEE [Consultar]) |     |     |     |     |     |